# Bougainvillia aurantiaca
Bougainvillia aurantiaca is een hydroïdpoliep uit de familie Bougainvilliidae. De poliep komt uit het geslacht Bougainvillia. Bougainvillia aurantiaca werd in 1980 voor het eerst wetenschappelijk beschreven door Bouillon. 